# زراعة إيكولوجية

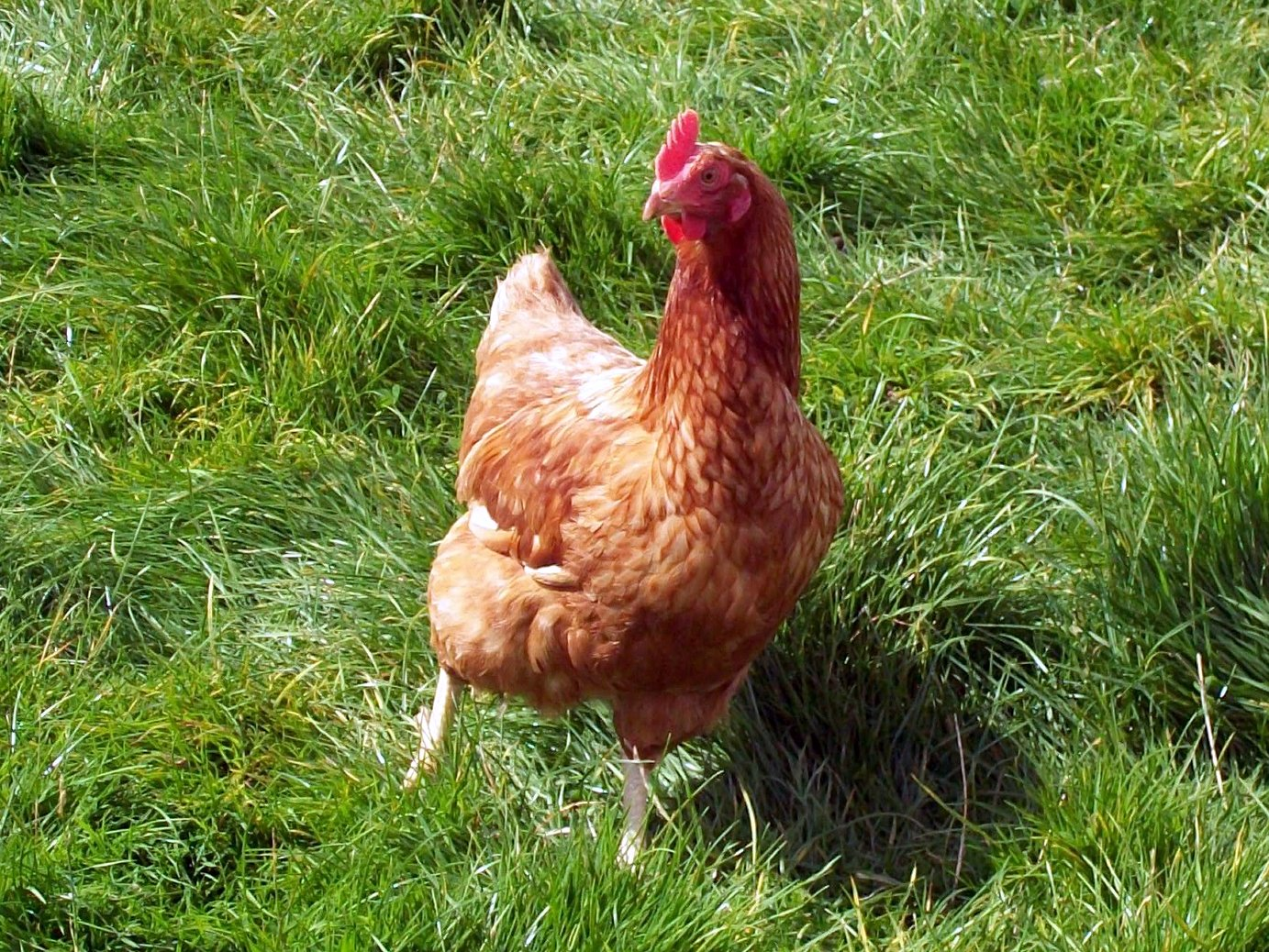

تُعرف الزراعة الإيكولوجية بأنها الهدف عالي الجودة بين مؤيدي الزراعة المستدامة. فالزراعة الإيكولوجية ليست كالزراعة العضوية، ولكنهما متشابهان وليسا بالضرورة غير متوافقان. تشمل الزراعة الإيكولوجية جميع الطرق، بما في ذلك العضوية، التي تعيد توليد خدمات النظام البيئي مثل: الوقاية من تآكل التربة، وتسرب المياه والاحتفاظ بها، وحبس الكربون على شكل الدبال، وزيادة التنوع البيولوجي. تستخدم العديد من التقنيات بما في ذلك عدم الحراثة، وتغطية المحاصيل متعددة الأنواع، وقطاع المحاصيل، وزراعة الشرفات، وأحزمة الملاجئ، والمراعي… الخ.